# Crépon (Calvados)
Crépon est une commune française située dans le département du Calvados en région Normandie, peuplée de 222 habitants.

## Géographie
La commune est au nord-est du Bessin. Son bourg est à 4 km au nord de Creully, à 6,5 km au sud-est d'Arromanches-les-Bains, à 8,5 km à l'ouest de Courseulles-sur-Mer et à 15 km au nord-est de Bayeux.
| Meuvaines                   | Ver-sur-Mer | Ver-sur-Mer          |
| Meuvaines                   | Crépon      | Sainte-Croix-sur-Mer |
| Bazenville, Villiers-le-Sec | Creully     | Tierceville          |

### Hydrographie
La commune est située dans le bassin Seine-Normandie. Elle est drainée par la Provence,.

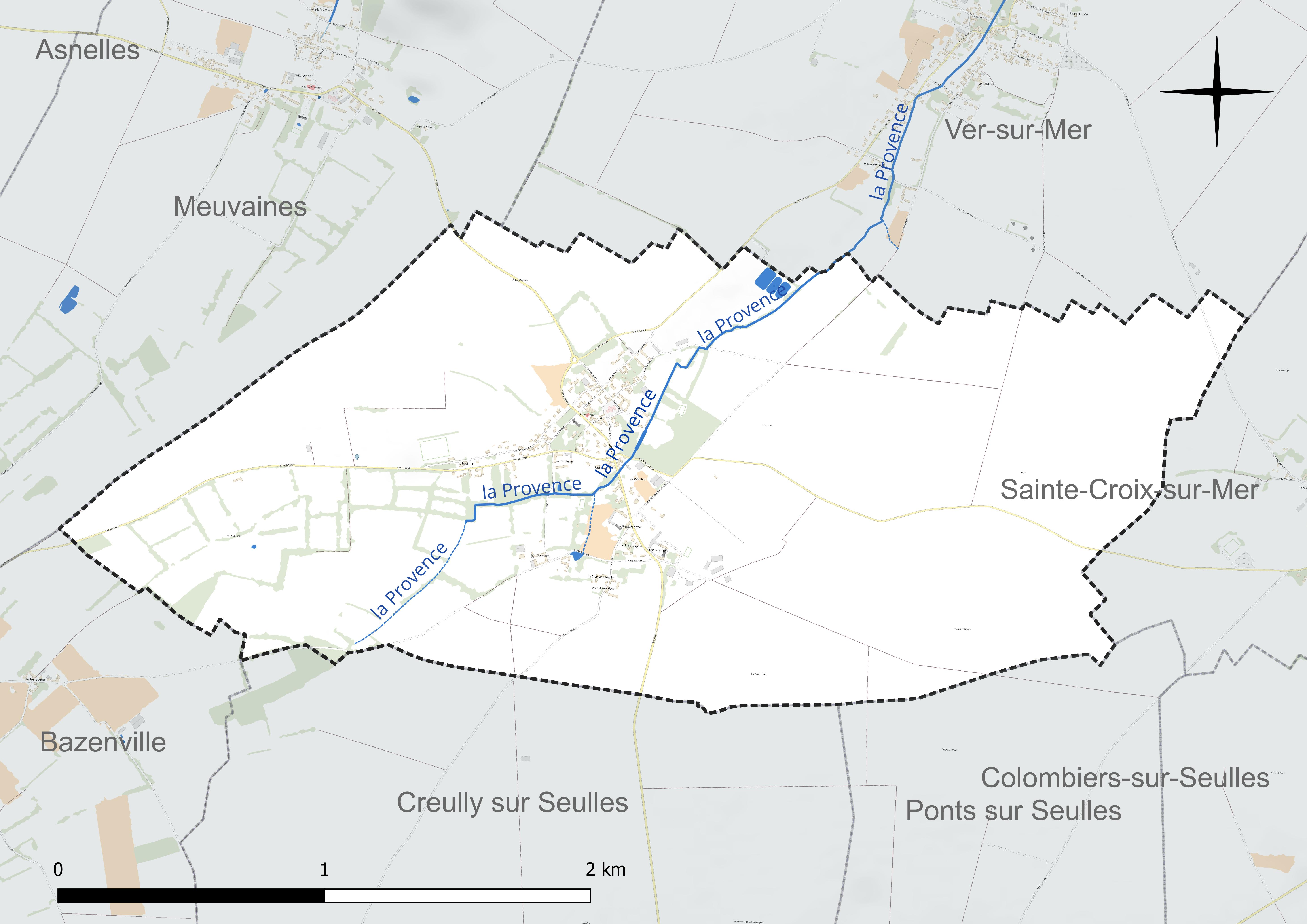
Réseau hydrographique de Crépon.

### Climat
Pour des articles plus généraux, voir Climat de la Normandie et Climat du Calvados.
En 2010, le climat de la commune est de type climat océanique franc, selon une étude du CNRS s'appuyant sur une série de données couvrant la période 1971-2000. En 2020, Météo-France publie une typologie des climats de la France métropolitaine dans laquelle la commune est exposée à un climat océanique et est dans la région climatique Normandie (Cotentin, Orne), caractérisée par une pluviométrie relativement élevée (850 mm/a) et un été frais (15,5 °C) et venté. Parallèlement le GIEC normand, un groupe régional d'experts sur le climat, différencie quant à lui, dans une étude de 2020, trois grands types de climats pour la région Normandie, nuancés à une échelle plus fine par les facteurs géographiques locaux. La commune est, selon ce zonage, exposée à un « climat des plateaux abrités », correspondant à la plaine agricole de Caen à Falaise, sous le vent des collines de Normandie et proche de la mer, se caractérisant par une pluviométrie et des contraintes thermiques modérées.
Pour la période 1971-2000, la température annuelle moyenne est de 10,8 °C, avec  une amplitude thermique annuelle de 11,7 °C. Le cumul annuel moyen de précipitations est de 736 mm, avec 12,2 jours de précipitations en janvier et 7,7 jours en juillet. Pour la période 1991-2020, la température moyenne annuelle observée sur la station météorologique la plus proche, située sur la commune de Bernières-sur-Mer à 9 km à vol d'oiseau, est de 11,7 °C et le cumul annuel moyen de précipitations est de 695,0 mm,. Pour l'avenir, les paramètres climatiques de la commune estimés pour 2050 selon différents scénarios d'émission de gaz à effet de serre sont consultables sur un site dédié publié par Météo-France en novembre 2022.

## Urbanisme

### Typologie
Au 1er janvier 2024, Crépon est catégorisée commune rurale à habitat dispersé, selon la nouvelle grille communale de densité à 7 niveaux définie par l'Insee en 2022.
Elle est située hors unité urbaine. Par ailleurs la commune fait partie de l'aire d'attraction de Caen, dont elle est une commune de la couronne,. Cette aire, qui regroupe 296 communes, est catégorisée dans les aires de 200 000 à moins de 700 000 habitants,.

### Occupation des sols
L'occupation des sols de la commune, telle qu'elle ressort de la base de données européenne d'occupation biophysique des sols Corine Land Cover (CLC), est marquée par l'importance des territoires agricoles (93,2 % en 2018), une proportion sensiblement équivalente à celle de 1990 (93,6 %). La répartition détaillée en 2018 est la suivante : 
terres arables (83 %), prairies (10,2 %), zones urbanisées (6,8 %). L'évolution de l'occupation des sols de la commune et de ses infrastructures peut être observée sur les différentes représentations cartographiques du territoire : la carte de Cassini (XVIIIe siècle), la carte d'état-major (1820-1866) et les cartes ou photos aériennes de l'IGN pour la période actuelle (1950 à aujourd'hui).

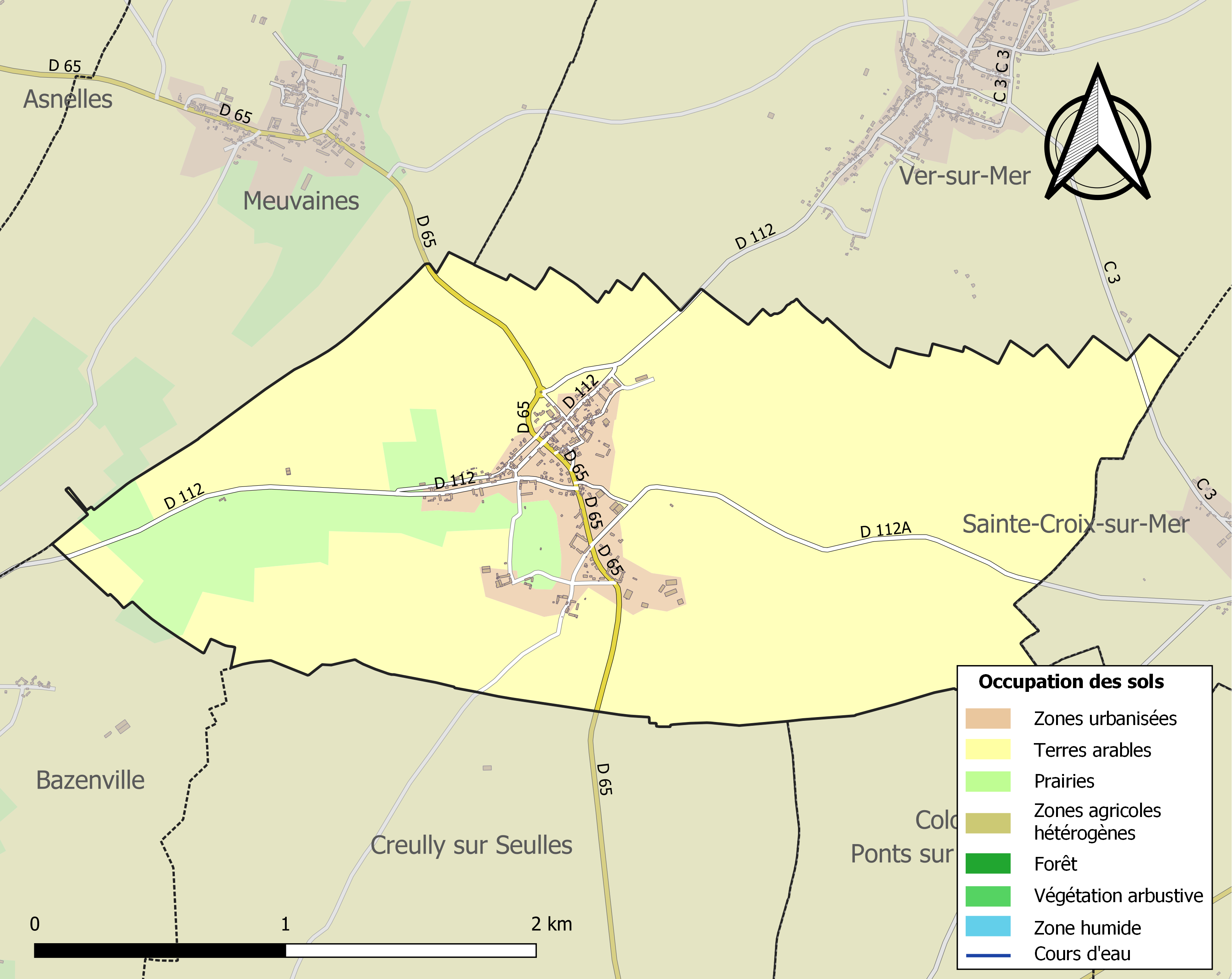
Carte des infrastructures et de l'occupation des sols de la commune en 2018 (CLC).

## Toponymie
Le nom de la localité est attesté sous la forme Crespon en 1227,. Le toponyme est issu de l'anthroponyme gaulois Crippo(n) ou roman Crispus (« frisé »), ce dernier associé au terme gaulois dunon désignant une hauteur ou une agglomération.
Le gentilé est Créponais.

## Histoire
Guillaume Fitz Osbern, baron de Crépon et sénéchal de Normandie fonda deux abbayes au XIe siècle : Lyre et Cormeilles dans l'Eure. Il plaça l'église de Crépon, bâtie au XIIe siècle sous le patronage de celle de Cormeilles.
À la création des cantons, Crépon est chef-lieu de canton. Ce canton est supprimé lors du redécoupage cantonal de l'an IX (1801).
Les soldats britanniques débarqués à Gold Beach ont libéré le village dès l'après-midi du 6 juin 1944.

## Politique et administration
| Période                                  | Période   | Identité           | Étiquette | Qualité    |
| ---------------------------------------- | --------- | ------------------ | --------- | ---------- |
| ?                                        | 1983      | Xavier Gardiner    |           |            |
| 1983                                     | mars 2008 | Anne-Marie Poisson | SE        | Antiquaire |
| mars 2008                                | En cours  | Pierre de Poncins  | SE        | Conseiller |
| Les données manquantes sont à compléter. |           |                    |           |            |

Le conseil municipal est composé de onze membres dont le maire et trois adjoints.

## Démographie
L'évolution du nombre d'habitants est connue à travers les recensements de la population effectués dans la commune depuis 1793. Pour les communes de moins de 10 000 habitants, une enquête de recensement portant sur toute la population est réalisée tous les cinq ans, les populations de référence des années intermédiaires étant quant à elles estimées par interpolation ou extrapolation. Pour la commune, le premier recensement exhaustif entrant dans le cadre du nouveau dispositif a été réalisé en 2006.
En 2022, la commune comptait 222 habitants, en évolution de +1,83 % par rapport à 2016 (Calvados : +1,58 %, France hors Mayotte : +2,11 %).
Crépon a compté jusqu'à 531 habitants en 1806.
| 1793 | 1800 | 1806 | 1821 | 1831 | 1836 | 1841 | 1846 | 1851 |
| ---- | ---- | ---- | ---- | ---- | ---- | ---- | ---- | ---- |
| 484  | 503  | 531  | 485  | 470  | 462  | 463  | 470  | 466  |

| 1856 | 1861 | 1866 | 1872 | 1876 | 1881 | 1886 | 1891 | 1896 |
| ---- | ---- | ---- | ---- | ---- | ---- | ---- | ---- | ---- |
| 478  | 474  | 437  | 423  | 385  | 368  | 339  | 319  | 316  |

| 1901 | 1906 | 1911 | 1921 | 1926 | 1931 | 1936 | 1946 | 1954 |
| ---- | ---- | ---- | ---- | ---- | ---- | ---- | ---- | ---- |
| 277  | 264  | 273  | 231  | 237  | 238  | 230  | 228  | 264  |

| 1962 | 1968 | 1975 | 1982 | 1990 | 1999 | 2006 | 2011 | 2016 |
| ---- | ---- | ---- | ---- | ---- | ---- | ---- | ---- | ---- |
| 219  | 241  | 209  | 203  | 209  | 199  | 209  | 221  | 218  |

| 2021 | 2022 | - | - | - | - | - | - | - |
| ---- | ---- | - | - | - | - | - | - | - |
| 217  | 222  | - | - | - | - | - | - | - |

## Culture locale et patrimoine

### Lieux et monuments

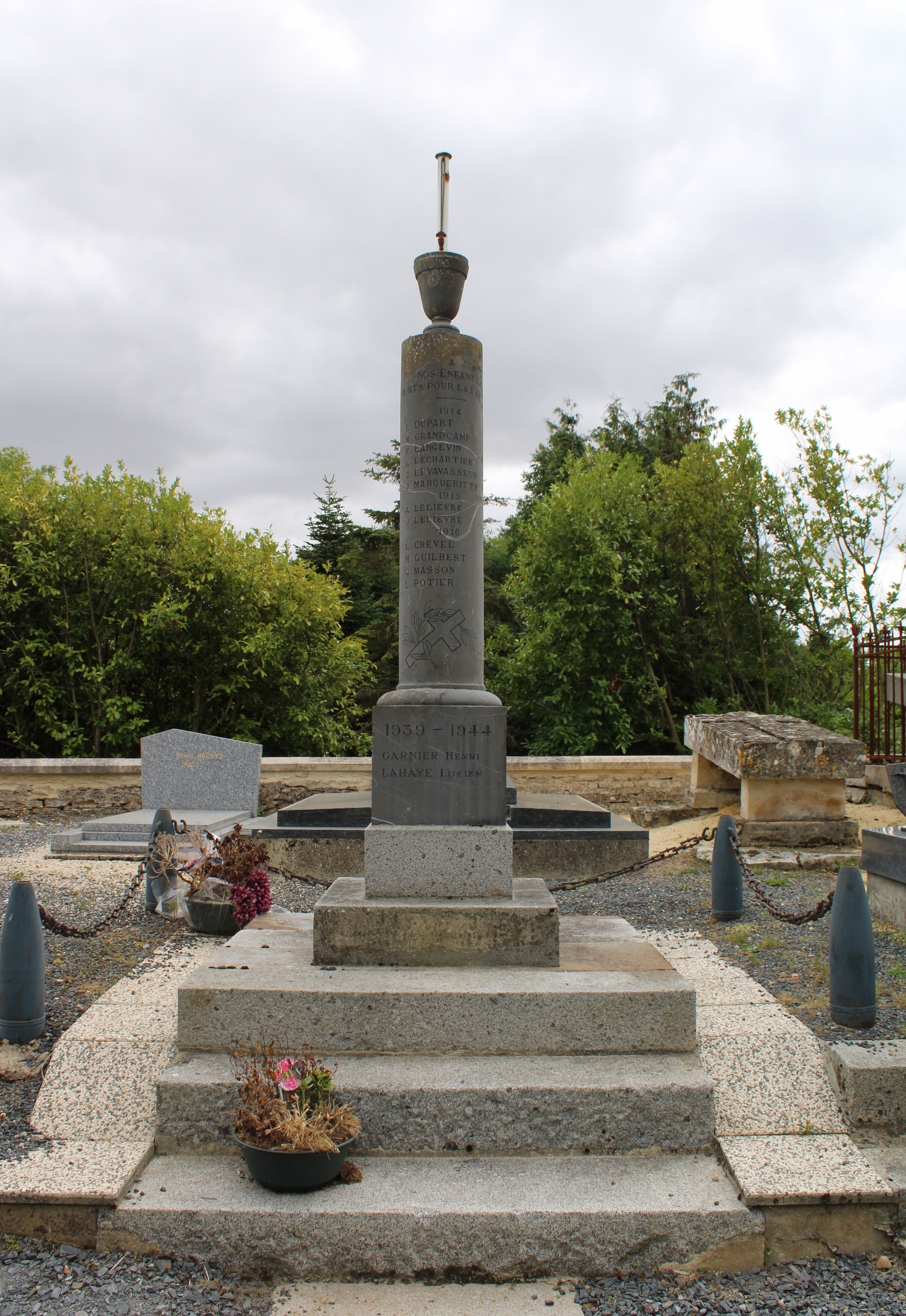
Le monument aux morts.

- Église paroissiale Saint-Médard-et-Saint-Gildard (XIIe – XIXe siècles), inscrite au titre des monuments historiques[27]. Elle abrite de nombreuses œuvres classées à titre d'objets[28].
- Manoirs et fermes remarquables : 
  - Ferme de la Rançonnière (XIIIe – XVe siècles), inscrite au titre des monuments historiques[29] ;
  - Manoir de Verdin (XVIIIe siècle) ;
  - Manoir Clos de Mondeville (XVIe – XIXe siècles), inscrit au titre des monuments historiques[30] ;
  - Manoir du Clos de Lhérondelle (XVIIe siècle) ;
  - Manoir de la Grande Ferme (XVIIe siècle), inscrit au titre des monuments historiques[31] ;
  - Manoir de Mathan (1re moitié XVIIe siècle - 1re moitié XVIIIe siècle) ;
  - Ferme du Colombier (XVIIIe siècle -  4e quart XIXe siècle) ;
  - Manoir de la Baronnie et ferme de la Baronnie (XVIe – XIXe siècles) ;
  - Ferme des Fontaines (1re moitié XVIIIe siècle ;
- Châteaux du XVIIIe – XIXe siècles ;
  - Château de Crépon ;
  - Maison de Blais ;
  - Le Pavillon.

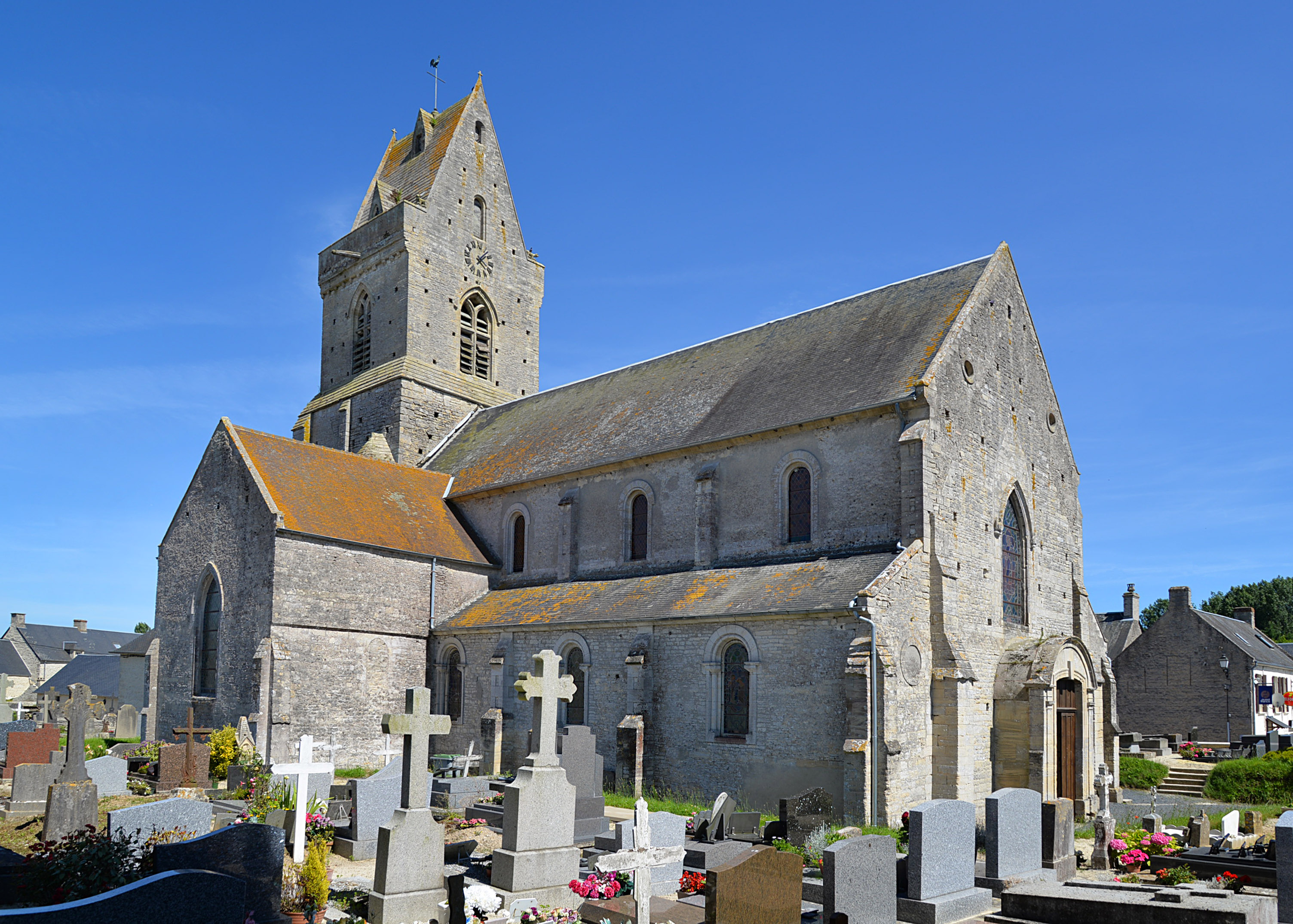
L'église Saint-Médard et Saint-Gildard.
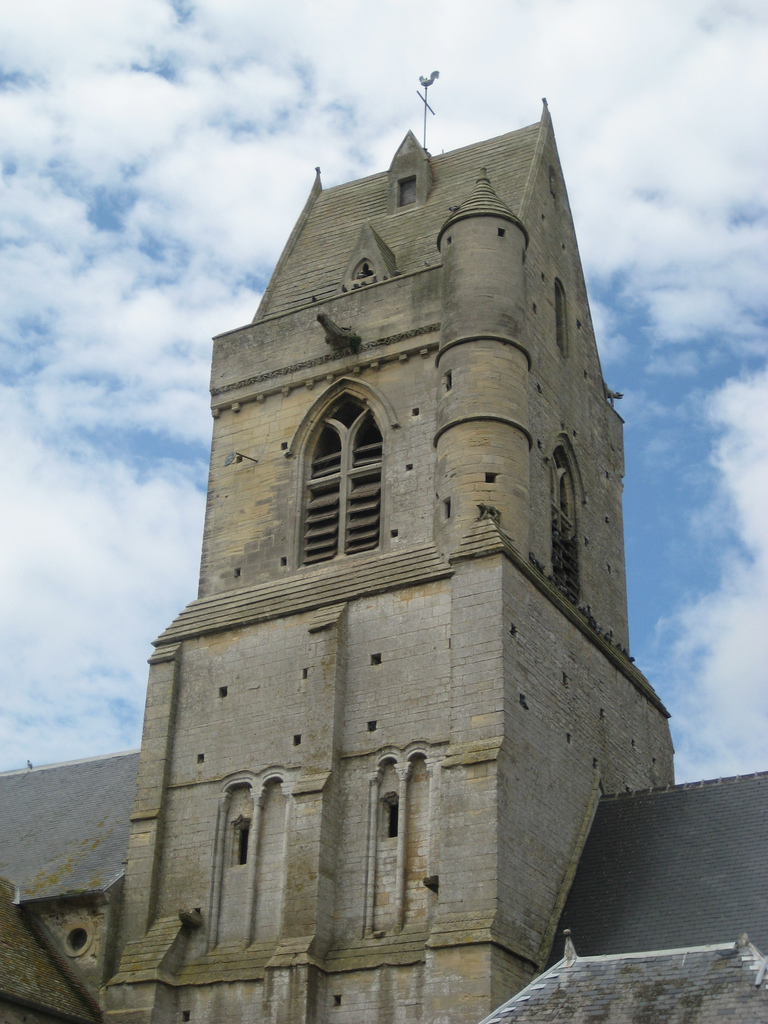
Le clocher de l'église Saint-Médard-et-Saint-Gildard.
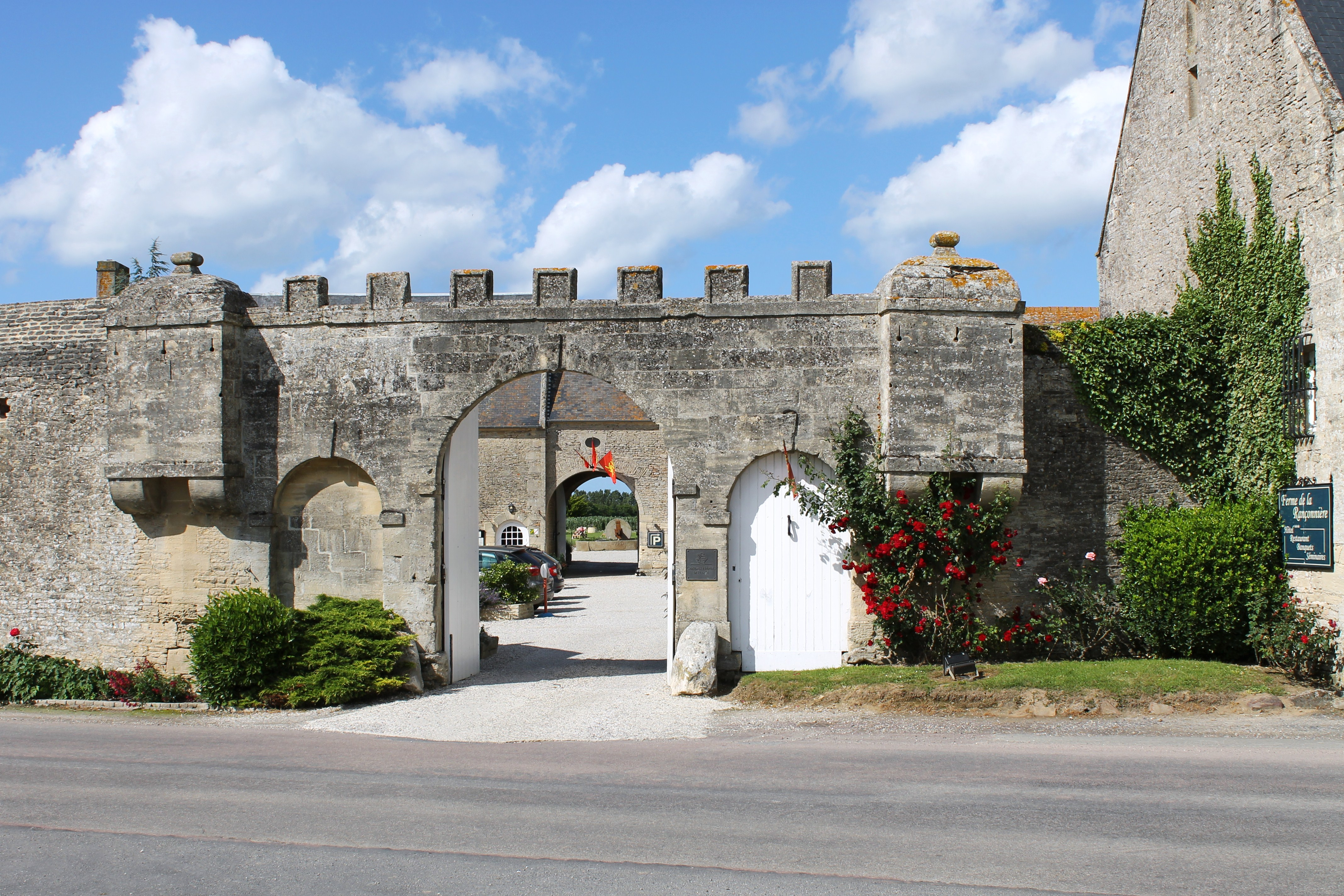
La ferme de la Rançonnière.
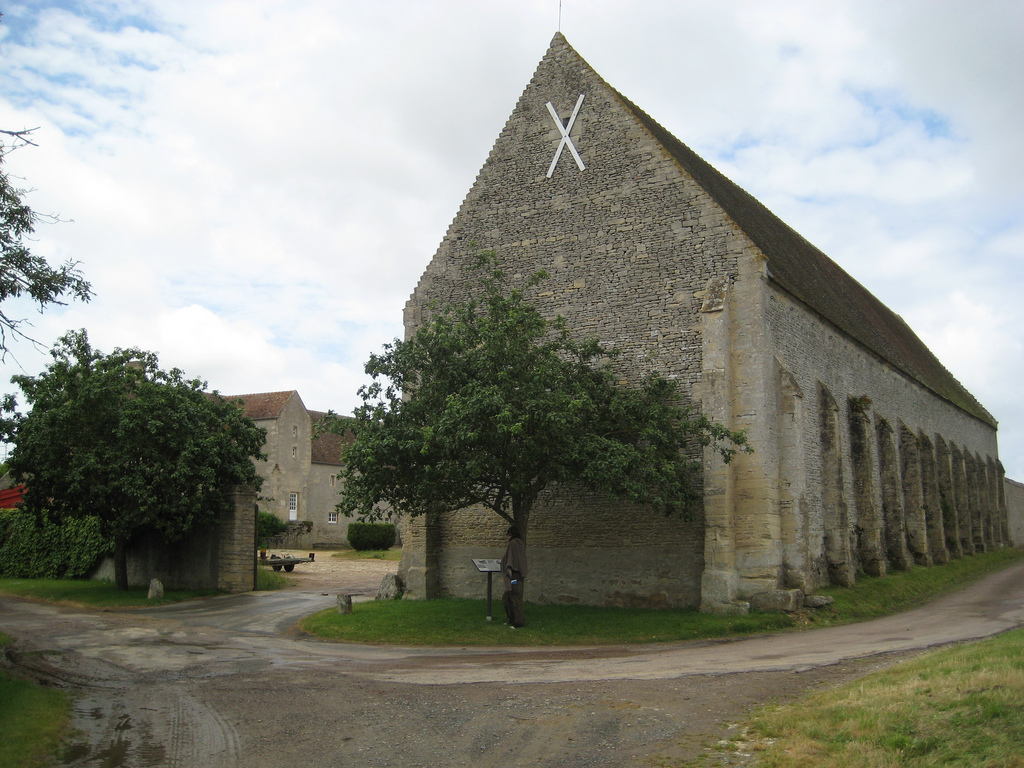
Le manoir de la Baronnie avec la grange aux Dîmes.
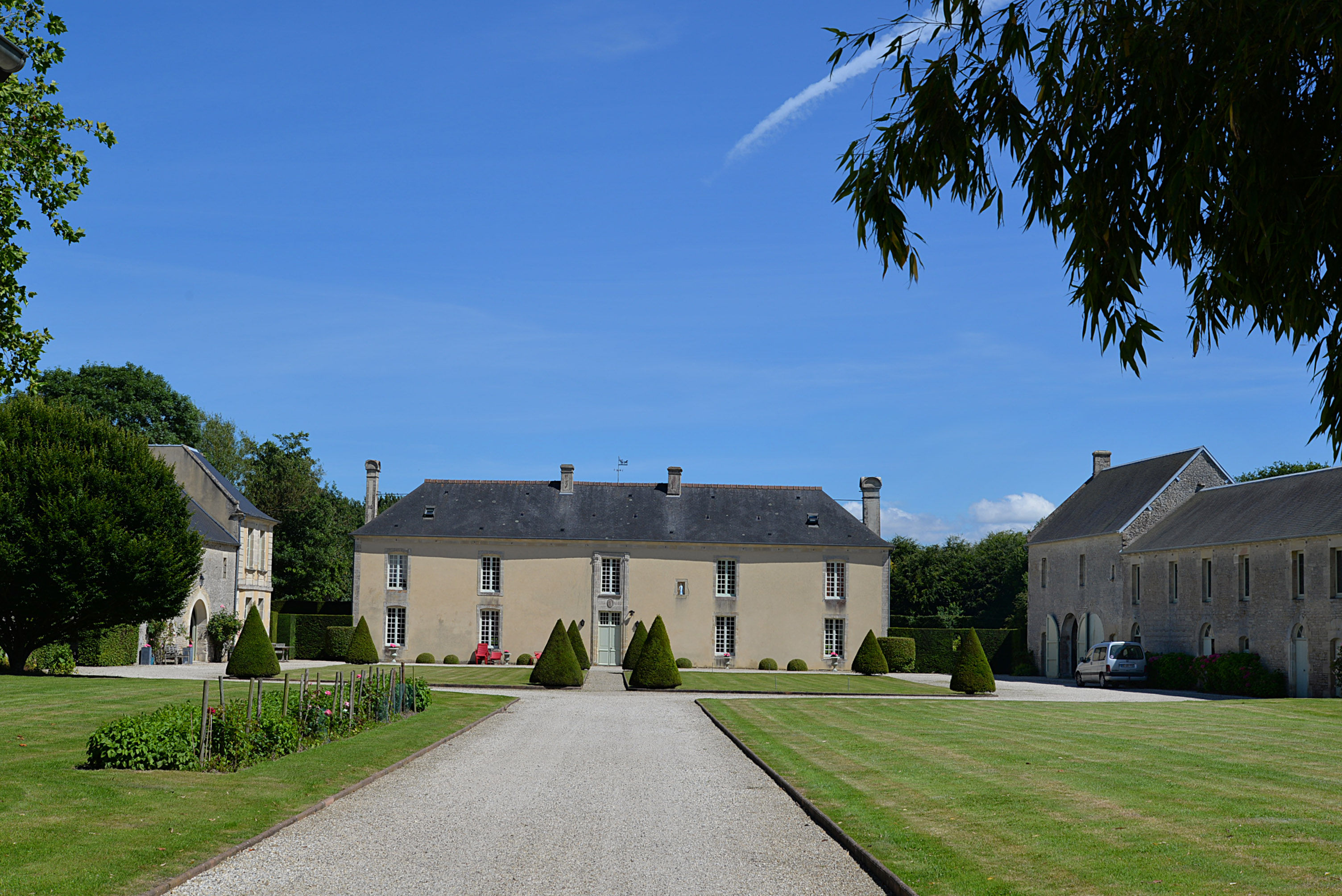
Le manoir dit Maison de Blais.

### Activité et manifestations
Un arbre de Noël est organisé tous les ans à Crépon. Lors de cette cérémonie, des cadeaux du père Noël sont remis aux enfants de 0 à 10 ans.

### Personnalités liées à la commune
- Famille de Crépon.

### Héraldique
| Blason de Crépon (Calvados) | Blason  | De gueules à la quintefeuille d'argent, chaque feuille chargée d'une moucheture d'hermine de sable. |
| Blason de Crépon (Calvados) | Détails | |